# Wilhelm Hein (Politiker, 1889)

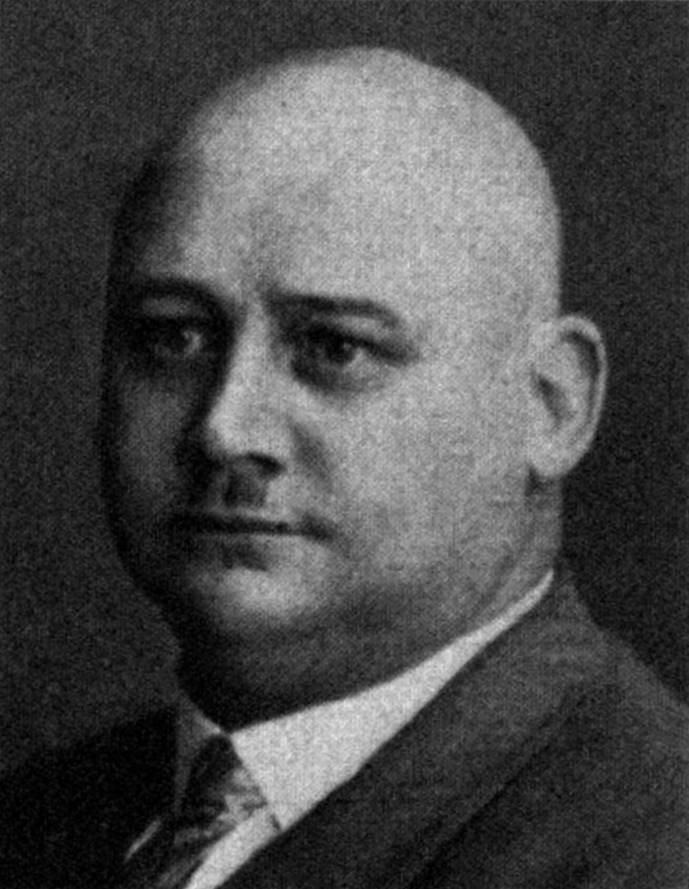
Heins offizielles Reichstagsporträt, 1930

Wilhelm Hein (* 10. Januar 1889 in Goldbeck, Kreis Saatzig; † 17. Februar 1958 in West-Berlin) war ein deutscher Metallarbeiter, Gewerkschafter und Politiker (KPD). Hein war seit 1927 Mitglied des Zentralkomitees und Kandidat des Politbüros der KPD. Nachdem es über einen langen Zeitraum immer wieder Mutmaßungen über eine Kooperation des zwischen 1933 und 1945 politisch inaktiven Hein mit der Gestapo gab, konnte durch neuere Aktenfunde belegt werden, dass er spätestens seit 1926 als Vertrauensmann der Politischen Polizei tätig war. Er war damit der ranghöchste V-Mann im Apparat der KPD während der letzten Jahre der Weimarer Republik.

## Leben

### Politische Aktivität bis 1933
Als Jugendlicher zog der Sohn eines Büdners nach Berlin und schlug sich dort zunächst als Hausdiener und Kellner durch. Er lernte Maschinenformer und war seit 1913 Mitglied des Deutschen Metallarbeiter-Verbandes (DMV). Er war im Ersten Weltkrieg Soldat und seit 1918 Mitglied der USPD. 1920 kam Hein mit dem linken Flügel dieser Partei zur KPD. Er arbeitete bei der Eisengießerei Keyling & Thomas in Berlin-Gesundbrunnen und war dort Betriebsrat, bis er 1929 entlassen wurde. Von 1924 bis 1929 war Hein ehrenamtlich in der Berliner Verwaltungsstelle des DMV tätig.
Im Oktober 1925 zog Hein für die KPD in die Berliner Stadtverordnetenversammlung ein. 1927 wurde der bis dahin nicht weiter hervorgetretene Hein im Zuge der Bestrebungen, den Anteil der Betriebsarbeiter in der Parteiführung zu erhöhen, auf dem 11. (Essener) Parteitag in das Zentralkomitee gewählt und dann als Kandidat auch Mitglied des Politbüros. Der 12. Parteitag im Juni 1929 bestätigte das. Von 1928 bis 1933 gehörte er als Abgeordneter seiner Partei für den Wahlkreis 2 (Berlin) dem Reichstag an. Weder als Politbüromitglied noch als Abgeordneter trat Hein besonders hervor.
Im September 1929 wurde Hein aufgrund seiner aktiven Unterstützung der Revolutionären Gewerkschafts-Opposition (RGO) aus dem DMV ausgeschlossen. Ab 1929 war er hauptamtlich für die RGO tätig. Im Januar 1930 organisierte er gemeinsam mit Rudolf Lentzsch die DMV-Opposition. Branche der Eisenformer und Berufsgenossen, die von ihm und Lentzsch geleitet wurde. Dabei handelte es sich um eine RGO-Organisation, die als kommunistische Abspaltung des Berliner DMV in Erscheinung trat. Die auch als „Revolutionärer Formerverband“ bezeichnete Vereinigung setzte sich vor allem aus qualifizierten Facharbeitern wie Hein zusammen, die aus dem DMV ausgeschlossen waren. Mit der Gründung des Einheitsverbandes der Metallarbeiter Berlins (EVMB), des ersten „roten RGO-Verbandes“, im November 1930, schloss sich der „Revolutionäre Formerverband“ dem EVMB kollektiv an. Wilhelm Hein wurde Mitglied des engeren EVMB-Vorstandes und bekleidete die Funktion eines „Obmannes der Revisoren“.
Nach dem Reichstagsbrand wurde Hein wie tausende andere KPD-Mitglieder in Schutzhaft genommen. Nach einigen Wochen wurde er entlassen, hielt sich für einige Wochen in Prag auf und kehrte dann nach Berlin zurück. Er ging trotz seiner bis dahin hohen Parteifunktion weder ins Exil noch betätigte er sich für die illegale KPD. Seinen Lebensunterhalt verdiente er ab 1933 als Wirt einer Kneipe im Wedding in der Nähe des Nettelbeckplatzes, einer Wohngegend, in der sehr viele KPD-Mitglieder und -Wähler lebten. Bei Weddinger Kommunisten sorgte das für Misstrauen, da er für den Betrieb der Kneipe eine behördliche Konzession benötigte. Zudem bestand der Verdacht, dass Hein Geld, das ihm für die Verwendung in der illegalen Arbeit ausgehändigt worden war, in die Kneipe „investiert“ hatte. 1934 soll Hein wegen „Feigheit und Desertion“ aus der KPD ausgeschlossen worden sein.
In den Nachkriegsjahrzehnten wurde der Verdacht, Hein habe ab 1933 mit der Gestapo kooperiert, mehrmals in der Literatur geäußert. Herbert Wehner, der 1933 als Verantwortlicher für die Verbindungen der KPD-Spitze zu den Parteibezirken eine wichtige Rolle im kommunistischen Widerstand spielte, schrieb in seinen Erinnerungen, dass Hein seit seiner Haftentlassung mit der Gestapo „in Verbindung gestanden“ habe. Er sei als Agent Provocateur benutzt worden: Als bekannter Kommunist sollte der Gastwirt Hein – so das Gestapo-Kalkül – Kommunisten als Gäste anlocken. Die Vermutung, dass Hein nach 1933 die Seiten gewechselt hatte, äußerte auch Siegfried Bahne. Der Historiker Hermann Weber behauptete in verschiedenen Publikationen, Hein sei zu „Hitler übergelaufen“ beziehungsweise habe „vor der NSDAP […] kapituliert.“

### Versuchter Wiedereintritt in die KPD/SED 1945/46 und Nachweis der Spitzeltätigkeit
Gleich nach der Neukonstituierung der KPD im Juni 1945 stellte Hein einen Aufnahmeantrag, der allerdings nach kurzer Prüfung sowohl von der Weddinger KPD-Leitung als auch von der Berliner KPD-Bezirksleitung abgelehnt wurde, weil er als Parteifunktionär 1933 und danach politisch passiv geblieben war. Daraufhin trat Hein noch im Juli 1945 in die SPD ein. Nach der Gründung der SED stellte er 1946 mit Erfolg einen Antrag auf Aufnahme in die Partei. Da mehrere Weddinger Kommunisten gegen seine Aufnahme protestierten, befassten sich die Kaderverantwortlichen auf Kreis-, Bezirks- und Parteivorstandsebene gründlicher mit dem Fall. Im Dezember 1946 wurde Heins SED-Mitgliedschaft zunächst bestätigt.
Die Nachforschungen wurden aber fortgeführt; mehrere Stellungnahmen von Hein und von Personen aus seinem Umfeld wurden eingeholt. Im Dezember 1948 schloss der Kreisvorstand Wedding Hein schließlich aus der SED aus, da es nun als erwiesen galt, dass er nach 1933 Kontakte zur Gestapo unterhalten hatte. Im Oktober 1948 hatten die Mitarbeiter des von Bruno Haid geleiteten „Abwehr“-Referats der Personalpolitischen Abteilung des Zentralsekretariats der SED in einer Gestapoakte aus dem Jahr 1939 einen Vermerk zu Hein entdeckt, demzufolge dieser bei „der Bekämpfung der illegalen KPD“ mitwirkte.
Wenige Tage nach Heins Ausschluss erschien seine 1941 geschiedene Ehefrau Käthe auf dem Kreissekretariat der SED und sagte aus, ihr Ex-Mann habe bereits seit 1924 Verbindungen zu Willy Scheffler, Mitarbeiter der Abteilung I A (Politische Polizei) im Berliner Polizeipräsidium und später Kommissar bei der Berliner Gestapo, unterhalten. Scheffler war ehemaliges Freikorps-Mitglied und seit 1932 Mitglied der NSDAP. Ihr Ehemann habe ihr Scheffler als guten Freund und Genossen vorgestellt und sie ab 1926/27 immer wieder mit Material aus dem Karl-Liebknecht-Haus in dessen Wohnung geschickt, das dieser später zurückgab. Erst Ende 1932 habe sie Verdacht gegen Scheffler geschöpft. 1933 erhielt Hein nach ihren Angaben von Scheffler einen Waffenschein und eine Waffe, nachdem ihn ehemalige Kollegen von Keyling & Thomas in seinem Lokal bedroht hatten. Im Zuge der Trennung von ihrem Mann soll Scheffler Käthe Hein 1940 gedroht haben, dass man sie abholen und dorthin bringen würde, „wo ich mein Lebtag nicht wiederkomme“, falls sie zu Dritten etwas über die Verbindung von Hein und Scheffler sage. Anhand von erhaltenen Postkarten konnte sie nachweisen, dass Hein und Scheffler unter den Decknamen „König“ und „Winter“ kommuniziert hatten.
Diese Erkenntnisse über Heins Verrat wurden von der SED weder damals noch später öffentlich gemacht. Laut einer Notiz von Grete Keilson soll gegen Hein bereits seit 1929 ein Verdacht bestanden haben, weshalb ihm bestimmte Materialien vorenthalten worden seien. Sein Ausschluss verlief „geräuschlos“: „Dass er bereits vor 1933 als V-Mann der Politischen Polizei gearbeitet hatte, wussten nur wenige.“ Dadurch konnte sich jahrzehntelang die Behauptung halten, Hein sei erst 1933 als Mitglied der Parteiführung der KPD "zu den Nazis übergelaufen".
Hein wurde im Juni 1949 lediglich mitgeteilt, dass sein Einspruch gegen den Ausschluss abgelehnt worden sei. Er trat daraufhin wieder der SPD bei, der er bis zu seinem Tod angehörte. 1953 beantragte er in West-Berlin die Anerkennung als politisch Verfolgter. In dem Antrag gab Hein an, sich 1933 in Prag dem sozialdemokratischen Widerstand angeschlossen zu haben und an der Gründung des Neuen Vorwärts beteiligt gewesen zu sein. Der Antrag wurde von der Schiedsstelle bei der Senatsverwaltung für Arbeit und Sozialwesen im November 1955 abgelehnt.